# Dally M Medal
Pour les articles homonymes, voir Dally.
La Dally M Medal récompense le joueur de l'année évoluant dans le championnat australien de rugby à XIII. Cette récompense fut officielle à partir de 1998. Cette récompense qui porte le nom du joueur Dally Messenger a été créée en 1980 par le journal du Daily Mirror. Mais celle-ci était perçue comme la seconde plus grande distinction pour un joueur, la première étant la Rothmans Medal. En 1998, avec la fusion des 2 championnats, celui de l'Australian Rugby League et de la Super League, la Dally M Medal devint la seule récompense désignant le joueur de l'année. Cette récompense est octroyée lors d'une cérémonie appelée les Dally M Awards où plusieurs joueurs sont récompensés selon leurs postes.

## Les joueurs officiels de l'année
| Année                  | Dally M Medal                                                                                     | Deuxième | Troisième                                                                                   |
| Meilleur joueur de NRL | Meilleur joueur de NRL                                                                            | Meilleur joueur de NRL | Meilleur joueur de NRL                                                                      |
| ---------------------- | ------------------------------------------------------------------------------------------------- | --- | ------------------------------------------------------------------------------------------- |
| 1979                   | Steve Morris (demi de mêlée- St. George)                                                          | |                                                                                             |
| 1980                   | Robert Laurie (demi d'ouverture - South Sydney)                                                   | |                                                                                             |
| 1981                   | Steve Rogers (troisième ligne - Cronulla-Sutherland)                                              | |                                                                                             |
| 1982                   | Raymond Price (troisième ligne - Parramatta)                                                      | |                                                                                             |
| 1983                   | Terence Lamb (demi d'ouverture - Western Suburbs)                                                 | |                                                                                             |
| 1984                   | Michael Potter (arrière - Canterbury-Bankstown)                                                   | |                                                                                             |
| 1985                   | Gregory Alexander (demi de mêlée - Penrith)                                                       | |                                                                                             |
| 1986                   | Peter Sterling (demi de mêlée - Parramatta)                                                       | |                                                                                             |
| 1987                   | Peter Sterling (2) (demi de mêlée - Parramatta)                                                   | |                                                                                             |
| 1988                   | Gavin Miller (deuxième ligne - Cronulla-Sutherland)                                               | |                                                                                             |
| 1989                   | Gavin Miller (2) (deuxième ligne - Cronulla-Sutherland)                                           | |                                                                                             |
| 1990                   | Cliff Lyons (demi d'ouverture - Manly-Warringah)                                                  | |                                                                                             |
| 1991                   | Michael Potter (2) (arrière - St. George)                                                         | |                                                                                             |
| 1992                   | Gary Freeman (demi de mêlée - Eastern Suburbs)                                                    | |                                                                                             |
| 1993                   | Ricky Stuart (demi de mêlée - Canberra)                                                           | |                                                                                             |
| 1994                   | Cliff Lyons (2) (demi d'ouverture - Manly-Warringah)                                              | |                                                                                             |
| 1995                   | Laurie Daley (demi d'ouverture - Canberra)                                                        | |                                                                                             |
| 1996                   | Allan Langer (demi de mêlée - Brisbane)                                                           | |                                                                                             |
| 1997                   | Non décerné                                                                                       | Non décerné | Non décerné                                                                                 |
| 1998                   | Andrew Johns (demi de mêlée - Newcastle)                                                          | |                                                                                             |
| 1999                   | Andrew Johns (2) (demi de mêlée - Newcastle)                                                      | |                                                                                             |
| 2000                   | Trent Barrett (demi d'ouverture - St. George Illawarra)                                           | |                                                                                             |
| 2001                   | Preston Campbell (demi de mêlée - Cronulla-Sutherland)                                            | Andrew Johns (demi de mêlée - Newcastle) | Stacey Jones (demi de mêlée - New Zealand)                                                  |
| 2002                   | Andrew Johns (3) (demi de mêlée - Newcastle)                                                      | Brent Sherwin (demi de mêlée - Canterbury) | Brett Kimmorley (demi de mêlée - Cronulla)                                                  |
| 2003                   | Non décerné                                                                                       | Non décerné | Non décerné                                                                                 |
| 2004                   | Danny Buderus (talonneur - Newcastle)                                                             | Brett Finch (talonneur - Sydney Roosters) | Craig Gower (talonneur - Penrith) Matt Orford (demi de mêlée - Melbourne)                   |
| 2005                   | Johnathan Thurston (demi de mêlée - North Queensland)                                             | Andrew Johns (demi de mêlée - Newcastle) | Ben Kennedy (troisième ligne - Manly-Warringah)                                             |
| 2006                   | Cameron Smith (talonneur - Melbourne)                                                             | Nathan Hindmarsh (deuxième ligne - Parramatta) | Ben Kennedy (troisième ligne - Manly-Warringah)                                             |
| 2007                   | Johnathan Thurston (2) (demi de mêlée - North Queensland)                                         | Robbie Farah (talonneur - Wests Tigers) | Cameron Smith (talonneur - Melbourne)                                                       |
| 2008                   | Matt Orford (demi de mêlée - Manly-Warringah)                                                     | Billy Slater (arrière - Melbourne) | Cameron Smith (talonneur - Melbourne)                                                       |
| 2009                   | Jarryd Hayne (arrière - Parramatta)                                                               | Johnathan Thurston (demi de mêlée - North Queensland) | Jamie Soward (demi d'ouverture - St. George Illawarra)                                      |
| 2010                   | Todd Carney (demi d'ouverture - Sydney Roosters)                                                  | Robbie Farah (talonneur - Wests Tigers) | Darius Boyd (arrière - St. George Illawarra)                                                |
| 2011                   | Billy Slater (arrière - Melbourne)                                                                | Benji Marshall (demi d'ouverure- Wests Tigers) | Cooper Cronk (demi de mêlée - Melbourne)                                                    |
| 2012                   | Ben Barba (arrière - Canterbury-Bankstown)                                                        | Matthew Bowen (arrière - North Queensland) | Cooper Cronk (demi de mêlée - Melbourne)                                                    |
| 2013                   | Cooper Cronk (demi de mêlée - Melbourne)                                                          | Todd Carney (demi d'ouverture - Cronulla-Sutherland) Daly Cherry-Evans (demi de mêlée - Manly-Warringah) Johnathan Thurston (demi d'ouverture - North Queensland) |                                                                                             |
| 2014                   | Jarryd Hayne (2) (arrière - Parramatta) Johnathan Thurston (3) (demi de mêlée - North Queensland) | | Sam Burgess (troisième ligne - South Sydney)                                                |
| 2015                   | Johnathan Thurston (4) (demi de mêlée - North Queensland)                                         | Michael Ennis (talonneur - Cronulla-Sutherland) Benji Marshall (demi de mêlée - St. George Illawarra) Aaron Woods (pilier - Wests Tigers)                         |                                                                                             |
| 2016                   | Cooper Cronk (2) (demi de mêlée - Melbourne) Jason Taumalolo (troisième ligne- North Queensland)  | | Cameron Smith (talonneur - Melbourne) Johnathan Thurston (demi de mêlée - North Queensland) |
| 2017                   | Cameron Smith (2) (talonneur - Melbourne)                                                         | Michael Morgan (demi de mêlée - North Queensland) | Gareth Widdop (demi d'ouverture - St. George Illawarra)                                     |
| 2018                   | Roger Tuivasa-Sheck (arrière - New Zealand)                                                       | Kalyn Ponga (arrière - Newcastle) | Luke Brooks (demi de mêlée - Wests Tigers)                                                  |
| 2019                   | James Tedesco (arrière - Sydney Roosters)                                                         | Cameron Smith (talonneur - Melbourne) | Mitchell Moses (demi de mêlée - Parramatta)                                                 |
| 2020                   | Jack Wighton (demi d'ouverture - Canberra)                                                        | Clinton Gutherson (arrière - Parramatta) | Nathan Cleary (demi de mêlée - Penrith)                                                     |
| 2021                   | Tom Trbojevic (arrière - Manly-Warringah)                                                         | Nathan Cleary (demi de mêlée - Penrith) | Cody Walker (demi d'ouverture - South Sydney)                                               |
| 2022                   | Nicholas Hynes (demi de mêlée - Cronulla-Sutherland)                                              | James Tedesco (arrière- Sydney Roosters) | Benjamin Hunt (demi de mêlée - St. George Illawarra)                                        |
| 2023                   | Kalyn Ponga (arrière - Newcastle)                                                                 | Shaun Johnson (demi de mêlée - New Zealand) | Nicholas Hynes (demi de mêlée - Cronulla-Sutherland)                                        |
| 2024                   | Jahrome Hughes (demi de mêlée - Melbourne)                                                        | James Tedesco (arrière - Sydney Roosters) | Daly Cherry-Evans (demi de mêlée - Manly-Warringah)                                         |

## Statistiques

### Lauréats de plusieurs Dally M Medal
| Joueurs            | Total | Années                   |
| ------------------ | ----- | ------------------------ |
| Johnathan Thurston | 4     | 2005, 2007, 2014 et 2016 |
| Andrew Johns       | 3     | 1998, 1999 et 2002       |
| Cooper Cronk       | 2     | 2013 et 2016             |
| Jarryd Hayne       | 2     | 2009 et 2014             |
| Cliff Lyons        | 2     | 1990 et 1994             |
| Gavin Miller       | 2     | 1988 et 1989             |
| Michael Potter     | 2     | 1984 et 1991             |
| Cameron Smith      | 2     | 2006 et 2017             |
| Peter Sterling     | 2     | 1986 et 1987             |